# مورغان لويد
مورغان لويد (بالإنجليزية: Morgan Lloyd)‏ هو محامي ومحام بالقضاء العالي وسياسي بريطاني (وحمل سابقاً جنسية المملكة المتحدة لبريطانيا العظمى وأيرلندا)، ولد في 14 يوليو 1820 في المملكة المتحدة، وتوفي في 5 سبتمبر 1893 في لندن في المملكة المتحدة. حزبياً، نشط في الحزب الليبرالي. في الانتخابات العمومية البريطانية 1874 ‏، انتخب عضو برلمان المملكة المتحدة الـ21 عن دائرة Beaumaris (UK Parliament constituency) ‏ (31 يناير 1874 – 24 مارس 1880) وفي الانتخابات العمومية البريطانية 1880 ‏، انتخب عضو برلمان المملكة المتحدة الـ22 عن دائرة Beaumaris (UK Parliament constituency) ‏ (31 مارس 1880 – 18 نوفمبر 1885).